# Vangueria soutpansbergensis
Vangueria soutpansbergensis är en måreväxtart som beskrevs av N.Hahn. Vangueria soutpansbergensis ingår i släktet Vangueria och familjen måreväxter. Inga underarter finns listade i Catalogue of Life.